# Adalbert von Frankenberg und Ludwigsdorf
Adalbert Oskar Hans Karl von Frankenberg und Ludwigsdorf (* 10. Mai 1833 in Berlin; † 18. März 1900 ebenda) war ein preußischer Generalleutnant.

## Leben

### Herkunft
Adalbert war ein Sohn des preußischen Oberstleutnants Karl von Frankenberg und Ludwigsdorf (1795–1873) und dessen Ehefrau Ida, geborene Halling (1809–1865). Der preußische General der Infanterie Robert von Frankenberg und Ludwigsdorf war sein Onkel.

### Militärkarriere
Nach dem Besuch der Kadettenhäuser in Potsdam und Berlin wurde Frankenberg am 26. Februar 1851 als Sekondeleutnant dem 11. Infanterie-Regiment der Preußischen Armee überwiesen. Ab Mitte November 1856 war er für zwei Jahre Adjutant des Füsilier-Bataillons, stieg anschließend zum Regimentsadjutanten auf und wurde in dieser Eigenschaft Ende Mai 1859 zum Premierleutnant befördert. Am 11. Mai 1860 schloss sich eine Kommandierung als Adjutant der 23. Infanterie-Brigade an. Mit der Beförderung zum Hauptmann wurde Frankenberg am 9. Mai 1863 Chef der 2. Kompanie seines Stammregiments. Im Jahr darauf war er während der Herbstmanöver des Gardekorps zur Dienstleistung bei Kronprinz Friedrich Wilhelm kommandiert.
Während des Deutschen Krieges wurde Frankenberg 1866 bei Langensalza im Badewäldchen durch einen Schuss durch die linke Hand und den linken Unterschenkel schwer verwundet und für sein Wirken mit dem Roten Adlerorden IV. Klasse mit Schwertern ausgezeichnet. Nach dem Krieg wurde er am 15. September 1867 als Adjutant beim Generalkommando des I. Armee-Korps kommandiert und am 14. März 1870 unter Belassung in seinem Kommando mit Patent vom 9. Mai 1860 in das Ostpreußische Infanterie-Regiment Nr. 44.
Bei der Mobilmachung anlässlich des Krieges gegen Frankreich avancierte Frankenberg am 20. Juli 1870 zum Major und nahm mit seinem Regiment an den Schlachten bei Colombey, Noisseville und Amiens sowie der Belagerung von Metz teil. Ausgezeichnet mit beiden Klassen des Eisernen Kreuzes wurde er nach dem Vorfrieden von Versailles am 29. März 1871 als Kommandeur des Füsilier-Bataillons in das 4. Garde-Grenadier-Regiment Königin nach Koblenz versetzt. In gleicher Eigenschaft folgte am 4. März 1873 seine Versetzung in das 4. Garde-Regiment zu Fuß, in dem Frankenberg am 3. Juli 1875 zum Oberstleutnant aufstieg. Unter Beförderung zum Oberst wurde er am 11. Juni 1879 Kommandeur des 3. Oberschlesischen Infanterie-Regiment Nr. 62 in Cosel. Am 14. Oktober 1884 erhielt er die Beförderung zum Generalmajor und war bis zum 2. Juli 1888 Kommandeur der 21. Infanterie-Brigade in Breslau. Anschließend wurde Frankenberg Inspekteur der 1. Landwehr-Inspektion und erhielt am 19. September 1888 den Charakter als Generalleutnant. Unter Verleihung des Sterns zum Kronen-Orden II. Klasse wurde er in Genehmigung seines Abschiedsgesuches am 22. März 1889 mit der gesetzlichen Pension zur Disposition gestellt.
Nach seiner Verabschiedung betätigte Frankenberg sich als Militärschriftsteller und publizierte im Militär-Wochenblatt. Am 22. März 1897 würdigte ihn Kaiser Wilhelm II. durch die Verleihung des Sterns zum Roten Adlerorden II. Klasse mit Eichenlaub und Schwertern am Ringe. Er starb am 18. März 1900 in Berlin und wurde drei Tage später auf dem Matthai-Friedhof beigesetzt.

### Familie
Frankenberg heiratete am 5. Mai 1863 in Frankfurt (Oder) Luise Gräfin Finck von Finckenstein (1840–1897). Die Ehe blieb kinderlos.